# Hôtel-Dieu
Hôtel-Dieu è il nome dato in Francia fin dal VII secolo a strutture edilizie assistenziali situate in genere nei pressi delle cattedrali e posti alle dipendenze del vescovo. Inizialmente destinate quale alloggio per i pellegrini e viaggiatori da evangelizzare, a poco a poco assunsero funzioni ospedaliere trasformandosi o in ospizi per anziani e insieme ospedali generali od in ospedali veri e propri, che accoglievano anziani ed ammalati.

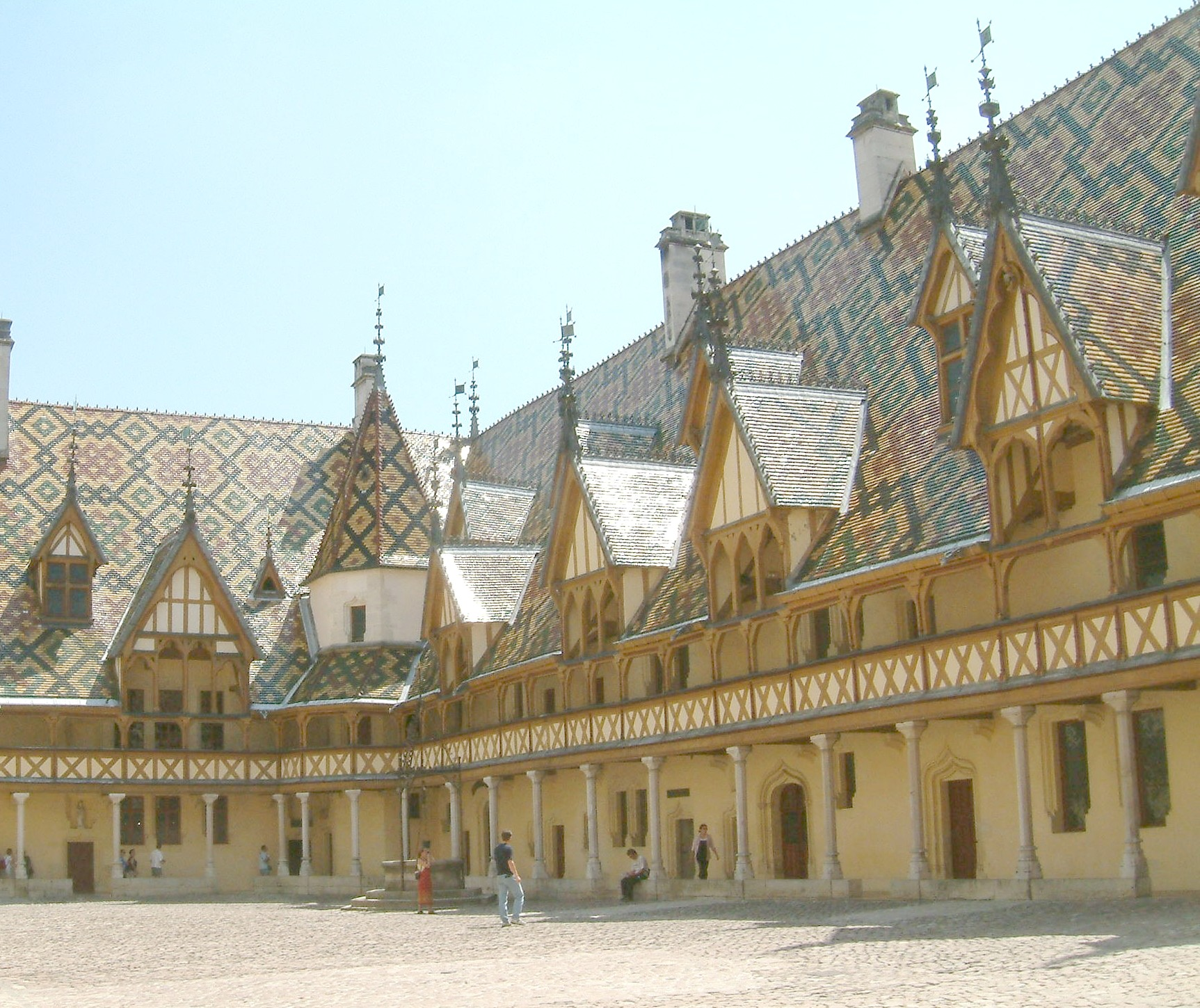
Hôtel-Dieu di Beaune, con il cortile ben riservato

## Francia

### I principali Hôtel-Dieu
Angers
L'Hôtel-Dieu di Agers (Hôtel Saint-Jean) o del Maine e Loira fu fondato nel 1175 dal siniscalco dell'Angiò, Stefano di Marsay. Un nuovo ospedale fu eretto nel XIX secolo e l'edificio medievale, classificato come monumento storico, ospita dal 1874 il musée Jean-Lurçat et de la tapisserie contemporaine. Il Saint-Jean è uno dei più antichi ospedali di Francia ancora esistenti.
Beaune
Gli ospizi di Beaune sono stati fondati nel 1443 dal cancelliere Nicolas Rolin, che vi fondò le suore Ospedaliere di Santa Marta. Completati nel 1457, essi sono celebri tanto per la loro architettura tradizionale borgognona che per i loro vigneti di Borgogna, la cui produzione vinicola è commercializzata con il nome di "vendita dell'ospizio di Beaune". Un nuovo centro ospedaliero è stato costruito nel XX secolo e l'antico Hôtel-Dieu è stato trasformato in museo.
Caen
L'Hôtel-Dieu di Caen è stato fondato nel XII secolo. Nel 1823 fu trasferito nell'antica abbazia femminile e l'edificio medievale, eretto sotto il regno di Enrico II d'Inghilterra, venne demolito. Un nuovo stabilimento, l'ospedale Clemenceau, è stato costruito nel 1908 per sostituire il vecchio Hôtel-Dieu.
Château-Thierry
L'Hotel Dieu di Château-Thierry fu fondato nel 1304 da Giovanna di Navarra, sposa del re di Francia Filippo IV, detto il Bello.
Il fabbricato era piuttosto modesto e rimase tale fino al 1698, quando Luigi XIV vi fece aggiungere ventotto lazzaretti per ospitare i lebbrosi della zona.
Nel corso dei secoli i fabbricati furono ingranditi e l'ospedale fu restaurato alla fine del XVII secolo da una pia e ricca donna, Madame de la Bretonière ed i suoi zii Monsieur et Madame de Stoppa.
L'ospedale fu demolito nel 1870 e ne fu costruito uno nuovo tra il 1876 ed il 1879.
Laval
Non si hanno notizie storiche sulla fondazione della Cappella ed Ospedale di Laval. Alcuni storici indicano il X secolo ma dal XV secolo si sono perse tutti gli scritti che avrebbero potuto far luce sulle origini dell'ospedale. Tutto potrebbe far credere che la fondazione sia avvenuta grazie ai signori di Laval: un decreto del parlamento del 1549 conferisce loro infatti il titolo di fondatori.
All'inizio pare si trattasse solo di un ospizio nel quale venivano accolti poveri, anziani, infermi e solo successivamente sia stato trasformato in vero e proprio lazzaretto. Il suo nome era Maison-Dieu ou l'Aumônerie de Monsieur Saint Julien (Casa di Dio o elemosineria del signore di San Giuliano). Inizialmente fu amministrato da una confraternita, che fu sostituita nel XIII secolo da una specie di capitolo ecclesiastico denominato Cimetière-Dieu. Nel 1431 troviamo a capo dell'amministrazione un ecclesiastico di nome Guillaume Porterei. Nel XVI secolo la casa fu amministrata dal conte di Laval Guido XVII di Laval e poi fu affidata a tre borghesi nominati dall'Ufficiale di Giustizia del conte. A quel tempo la Casa prestava anche assistenza a domicilio ed accoglieva malati, ma non aveva ancora né medici, né chirurghi dedicati alle cure dei ricoverati. Solo nel 1577 entrò a pieno servizio della casa un barbiere-chirurgo. Nel 1619, non essendo più sufficiente il fabbricato originario, ne fu fatto erigere un altro aggiuntivo nella valle di San Giuliano, che venne denominato Casa della Grande Porta.
Nel 1714 fu eretto nelle vicinanze un altro edificio destinato ai malati più gravi, denominato Ospedale di San Carlo. Le cure allora erano affidate a personale religioso.
Durante la Rivoluzione francese i religiosi furono in gran parte espulsi e incarcerati e le strutture trasformate in Ospedale militare. Tuttavia, con la fine del periodo del Terrore, ai religiosi fu resa la gestione dell'ospedale.
Lione
L'Hôtel-Dieu di Lione fu fondato verso l'anno 1000. Costruito alla sbocco dell'unico ponte che attraversava il Rodano verso il 1184/1185, fu totalmente ricostruito tra il XVII ed il XVIII secolo. È stato chiuso nel 2010 e al suo posto sorgerà un hotel di lusso e un centro commerciale.
Marsiglia
L'Hôtel-Dieu di Marsiglia fu fondato nel 1593 riunendo gli ospedali di Saint-Jacques de Galice e del Saint-Esprit. Sotto l'Ancien Régime esso si distingueva dagli altri ospedali francesi affidando le cure dei suoi ricoverati solo a personale laico.
Egli deve il suo aspetto attuale ai lavori effettuati nel XVIII secolo seguendo i piani dell'architetto Mansart (nipote di Jules Hardouin-Mansart), e a quelli del XIX secolo, durante il Secondo Impero.
Meaux
Le origini del Grand Hôtel-Dieu di Meaux risalgono all'VIII secolo. Almeno dal 1244 l'assistenza agli ospiti fu affidata a una fraternità di donne sotto la regola di sant'Agostino, dalla quale deriva la congregazione delle suore Agostiniane di Meaux.
Nantes
L'Hôtel-Dieu di Nantes è il principale ed il più antico dei sette stabilimenti ospedalieri gestiti dal Centro Universitario Ospedaliero di Nantes. Si trova nella posizione attuale dal 1655. Ricostruito fra il 1856 ed il 1865 da Joseph-Fleury Chenantais andò completamente distrutto dai bombardamenti degli alleati nel 1943. Fu ricostruito da Michel Roux-Spitz, Yves Liberge e Jean Roux-Spitz e riaperto nel 1964.
Parigi
L'Hôtel-Dieu di Parigi fu creato, secondo la tradizione, nel 651, sotto il vescovato di Landerico. Il successore di Landerico, Crodoberto, vi introdusse le "figlie di San Cristoforo", dalle quali derivano le suore Agostiniane di Nostra Signora di Parigi. L'apertura della rue Neuve-Notre-Dame nel 1164, con la costruzione della cattedrale di Nôtre-Dame, richiese la demolizione della sua struttura, che fu ricostruita a sud del sagrato. Esso si estenderà successivamente lungo la Senna verso il Petit-Pont. Questo secondo edificio fu devastato da tre grossi incendi: nel 1718, nel 1737 e nel 1772. Venne totalmente rinnovato nel 1878 da Haussmann, che lo fece ricostruire ove si trova ora, a nord dell'isola.
Contrariamente agli altri ospedali parigini dell'Ancien Régime, l'hôtel-Dieu non era specializzato ed accettava anche i lebbrosi, che tuttavia venivano immediatamente trasferiti in una dépendance dell'Hôtel-Dieu nella banlieue, il lebbrosario. In questo modo viaggiatori, donne incinte, bambini abbandonati, poveri, anziani, feriti ed ammalati, erano ammessi tutti. Per principio l'Hôtel-Dieu non respingeva nessuno ed era necessario ammassare i pagliericci degli ammalati nei corridoi nei casi di epidemie o di carestia.
Antenato degli ospedali parigini, l'Hôtel-Dieu conservò una fama eccezionale durante tutto l'Ancien Régime.
Rouen
Dell'Hôtel-Dieu di Rouen si parla in un documento del 1127 che lo cita come Hôpital Notre-Dame, anche se esso esisteva già da tempo, sotto la tutela degli arcivescovi e del clero. Situato a nord della cattedrale, esso fu successivamente spostato ad ovest della città. Esso rimase un luogo di cura fino al 1988, quando gli ultimi servizi ospedalieri sono stati trasferiti nel vecchio Hospice Général, divenuto Centro ospedaliero universitario di Rouen Charles Nicolle. Oggi ospita la prefettura del dipartimento della Seine-Maritime.
Saint-Denis
La città di Saint-Denis, vicino a Parigi, zona di passaggio, ebbe solo tardi una sua struttura destinata all'accoglienza ospedaliera ed alla cura degli ammalati.
Il primo documento attestante la presenza di un Hôtel-Dieu à Saint-Denis e di un lebbrosario risale al 1218, anche se presumibilmente la struttura ospedaliera esisteva già da tempo: essa allora era costituita da 12 letti, 7 destinati a maschi e 5 a femmine. A questa si aggiungeva il lazzaretto per i lebbrosi.
Nel 1710 furono eretti nuovi edifici sulle strutture preesistenti e l'Hôtel-Dieu arrivò a disporre di 47 letti. L'équipe medica era composta da un chirurgo, aiutato da un assistente di Parigi, una suora superiora ed alcune religiose della Congregazione delle Figlie della Carità di San Vincenzo de' Paoli come infermiere e farmaciste. La clientela era limitata e non erano ammessi al ricovero bambini, donne incinte, anziani e ammalati contagiosi.
Con la laicizzazione voluta dalla Rivoluzione francese l'Hôtel-Dieu cambiò nome in maison d'humanité de Franciade (Casa di umanità di Franciade) e poi in Ospizio civile di Saint-Denis.
Il fabbricato dell'Hôtel-Dieu venne demolito nel 1907 e la sua farmacia è oggi conservata nel Museo d'Arte e Storia di Saint-Denis.

### Altri Hôtel-Dieu
Altri Hôtel-Dieu furono istituiti a Le Mans, Louhans, Brie-Comte-Robert.

## Belgio
- Un Hôtel-Dieu si trovava in Belgio a Boussoit, frazione della città di La Louvière.

## Canada
Montréal
L'Hôtel-Dieu di Montréal in Canada è stato fondato nel 1642 da Jeanne Mance. Fu uno dei primi ospedali dell'America settentrionale ed il secondo della Nuova Francia. Costruito inizialmente nella città vecchia, fra il 1859 e il 1861 fu ricostruito presso il Mont Royal (quartiere Plateau-Mont-Royal)
Québec
L'Hôtel-Dieu di Québec fu fondato nel 1639 da tre agostiniane originarie dell'Hôtel-Dieu di Dieppe. Situato nella Vecchia Québec, è il più antico ospedale dell'America del Nord.
I fabbricati principali attuali dell'ospedale sono stati costruiti fra il 1918 e il 1950.

## Costa d'Avorio
Abidjan
L'Hôtel Dieu di Abidjan o Policlinico Internazionale Hôtel Dieu Abidjan (PIHDA) è un presidio medico multidisciplinare privato fondato nel 1996 nella città dal chirurgo Assad Bassit. Esso conta 62 camere a disposizione dei pazienti dei reparti di chirurgia, medicina ed ostetricia. L'ospedale dispone di un servizio di medicina d'urgenza. Esso ha un organico di 60 persone e si avvale inoltre della collaborazione di 70 medici e chirurghi nelle svariate specializzazioni e circa 300 infermieri/e ed agenti paramedici.